# L'Homme qui photocopiait
Pour plus de détails, voir Fiche technique et Distribution.
L'Homme qui photocopiait (O Homem Que Copiava) est un film brésilien écrit et réalisé par Jorge Furtado, sorti en 2003. 

## Synopsis
André, un jeune homme qui passe son temps à faire des photocopies, tente de séduire sa voisine Sílvia. 

## Fiche technique
- Titre original : O Homem Que Copiava
- Titre français : L'Homme qui photocopiait
- Réalisation et scénario : Jorge Furtado
- Photographie : Alex Sernambi
- Musique : Leo Henkin
- Production : Nora Goulart, Carlos Eduardo Rodrigues et Luciana Tomasi
- Sociétés de production : Globo Filmes, Casa de Cinema de Porto Alegre
- Pays d'origine :  Brésil
- Langue originale : Portugais
- Genre : Comédie dramatique
- Durée : 123 minutes
- Dates de sortie :
  - Brésil : 13 juin 2003
  - France : 15 mars 2004 (Festival de Villeurbanne

## Distribution
- Lázaro Ramos : André
- Leandra Leal : Sílvia
- Pedro Cardoso : Cardoso
- Luana Piovani : Marinês

## Distinctions

### Récompenses
- Grande Prêmio do Cinema Brasileiro 2004 : meilleur film